# Acétogénine
En physiologie, les acétogénines sont des dérivés du métabolisme de l'Acétyl-coenzymeA.
Dans un sens restreint, les acétogénines d'Annonaceae sont spécifiques de cette famille botanique et sont chimiquement des polycétides dérivés d'acides gras comportant généralement 35 ou 37 atomes de carbone, portant des groupes fonctionnels oxygénés tels que des hydroxyles, des cétones, des époxydes, des tétrahydrofuranes et des oxanes, et souvent terminées par une lactone ou un buténolide. Plus de 400 acétogénines ont été isolées à partir de 51 espèces de plantes ; en voici quelques exemples :

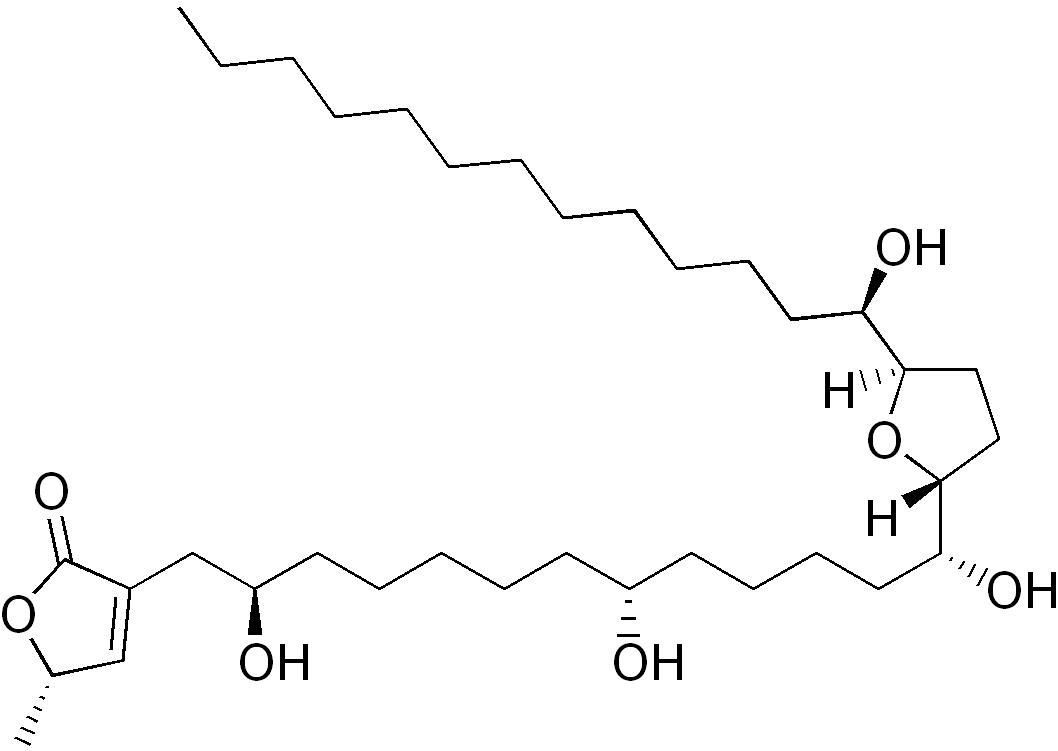
Annonacine.
Annonine I.
Bullatacine.
Uvaricine.

## Structure

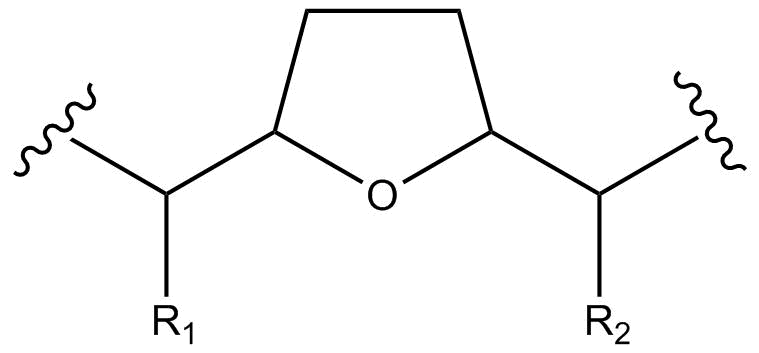
Unité centrale d'acétogenine (mono-THF)

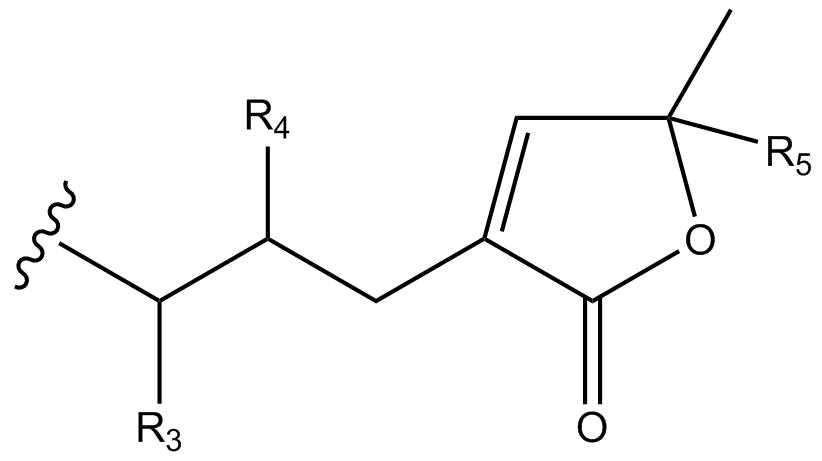
Cycle de lactone d'unité terminale d'acétogenine (insaturé)

Structurellement, les acétogénines sont un groupe de composés avec 35 à 37 atome de carbone, caractérisés par de longue chaînes aliphatiques terminées par un noyau de γ-lactone méthylé et α,β-insaturé, et comportant également un à trois noyaux de tétrahydrofurane (THF). Ces noyaux de THF sont situés le long de la chaîne hydrocarbonée, avec un certain nombre de fractions oxygénées (hydroxyles, acétoxyles, cétones, époxydes) et/ou de doubles liaisons.
| Compound              | R1  | R2  | R3 | R4  | R5 |
| --------------------- | --- | --- | -- | --- | -- |
| 4-Désoxyannoréticuine | OH  | OH  | H  | H   | H  |
| Annonacine            | OH  | OH  | H  | OH  | H  |
| Annopentocine A       | OH  | H   | H  | OH  | H  |
| Dispaline             | OAc | OH  | H  | OH  | H  |
| Donnaïénine C         | OH  | OH  | H  | OAc | OH |
| Goniotétracine        | OH  | OH  | H  | OH  | H  |
| Muricoréacine         | OH  | H   | H  | OH  | H  |
| Tonkinine A           | OH  | OH  | O  | H   | H  |
| Uvaribonone           | OH  | OAc | O  | H   | H  |

## Propriétés biologiques
Ces composés sont des inhibiteurs puissants d'une phase de la chaîne respiratoire mitochondriale ; ce qui leur donne un pouvoir antitumoral. Cependant, leur toxicité semble trop forte pour être utilisés comme médicaments, mais il pourrait l'être comme outils pharmacologiques.
Les acétogénines ont été étudiées pour leurs propriétés anticancéreuses, mais leur neurotoxicité rend leur usage thérapeutique difficile,,,.
Ces molécules, qui agissent en inhibant le complexe mitochondrial I (ou NADH déshydrogénase) sont neurotoxiques pour diverses régions du cerveau (dont le mésencéphale, le pallidum, le cervelet et le cortex) et peuvent générer des maladies neurodégénératives en cas de consommation prolongée, dont une forme atypique de parkinsonisme avec démence, et de paralysie supranucléaire progressive.
Leur forme purifiée et des extraits crus de l'asimine et du corossol sont étudiés en recherche fondamentale pour leurs propriétés biologiques.